# Lista de campeãs do Carnaval de São Bernardo do Campo
Lista de campeãs do Carnaval de São Bernardo do Campo

## Grupo I
| Ano  | Campeã                                 | Enredo                                                                                    | Ref.                 |
| ---- | -------------------------------------- | ----------------------------------------------------------------------------------------- | -------------------- |
| 1996 | União das Vilas                        |                                                                                           | [ 1 ]                |
| 1997 | União das Vilas                        |                                                                                           | [ 1 ]                |
| 1998 | União das Vilas                        |                                                                                           | [ 1 ]                |
| 1999 | União das Vilas                        |                                                                                           | [ 1 ]                |
| 1999 | Camisa Vermelha e Branca               |                                                                                           | [ 2 ]                |
| 1999 | Mocidade Independente de Padre Lustosa |                                                                                           | [ 2 ]                |
| 2000 | Mocidade Independente de Padre Lustosa | Um Sonho na Era de Aquário.                                                               | [ 2 ]                |
| 2001 | Camisa Vermelha e Branca               |                                                                                           | [ 3 ]                |
| 2002 | Camisa Vermelha e Branca               | Se Deixar Ninguém Segura                                                                  | [ 3 ]                |
| 2003 | União das Vilas                        | E por que não?                                                                            | [ 4 ]                |
| 2004 | Mocidade Alegre                        | Maravilha Bela                                                                            | [ 5 ] [ 6 ]          |
| 2005 | Terceira Idade Brilha                  | Eis aqui o nosso Carnaval.                                                                | [ 7 ]                |
| 2006 | Camisa Vermelha e Branca               | Das Trevas à Luz... A Espada da Liberdade.                                                | [ 8 ]                |
| 2007 | Terceira Idade Brilha                  |                                                                                           | [ 9 ]                |
| 2008 | Mocidade Alegre                        | O Planeta está com Febre, e o Remédio é a Consciência, Lutem Contra o Aquecimento Global. | [ 10 ] [ 11 ]        |
| 2009 | Mocidade Alegre                        | Gigante és tu meu Brasil, minha terra, meu tesouro                                        | [ 12 ]               |
| 2010 | Mocidade Alegre                        | De joelhos ou de pé, São Leopoldo nos caminhos da fé                                      | [ 13 ] [ 14 ]        |
| 2011 | Mocidade Alegre                        | Abram-se as cortinas para o Amazonas, um fascinante eldorado brasileiro                   | [ 15 ] [ 16 ]        |
| 2012 | Mocidade Alegre                        | Da grande explosão, a criação da vida, impérios, sonhos, ambição e conquista              | [ 17 ] [ 18 ] [ 19 ] |
| 2013 | Mocidade Alegre                        | Um canto para a África – o esplendor de uma raça                                          | [ 20 ] [ 21 ] [ 22 ] |
| 2014 | União das Vilas                        | Tá no Sangue                                                                              | [ 23 ]               |
| 2015 | União das Vilas                        | O Tempo Que o Tempo Tem                                                                   | [ 24 ] [ 25 ]        |
| 2016 | Renascente                             | O Circo - da arte de fazer rir, aos grandes espetáculos                                   | [ 26 ]               |